# Mašťov
Mašťov – miasto w Czechach, w kraju usteckim. 
Według danych z 1 stycznia 2024, liczba mieszkańców miasta wynosi 574 osób (2640. miejsce w kraju wśród miejscowości; 596. miejsce wśród miast).

## Demografia
| Rok             | 2008 | 2016 | 2024 |
| --------------- | ---- | ---- | ---- |
| Liczba ludności | 629  | 568  | 574  |